# Paralimna nigropicta
Paralimna nigropicta är en tvåvingeart som beskrevs av Cresson 1916. Paralimna nigropicta ingår i släktet Paralimna och familjen vattenflugor. Inga underarter finns listade i Catalogue of Life.